# Wayne Jones (Dartspieler)
Wayne Alan Jones (* 24. April 1965 in Wolverhampton) ist ein englischer Dartspieler. Aktuell steht er bei der PDC unter Vertrag.

## Karriere

### Anfänge bei der BDO
Ende der 1980er Jahre begann Jones seine Karriere bei der BDO und erreichte 1990 das Finale der British Open und der British Classic 2000, verlor allerdings beide Finals. 1999 erreichte er das Finale der Winmau World Masters, unterlag im Finale jedoch Andy Fordham.
Bis zum Jahr 2001 konnte Jones sich nicht für die BDO-Weltmeisterschaft qualifizieren. Im Jahr 2001 verlor er in der ersten Runde gegen Andy Fordham. Bei der Weltmeisterschaft 2002 erreichte er das Viertelfinale, nachdem er Tony Eccles und Ted Hankey jeweils 3:2 besiegt hatte, verlor dann aber mit 1:5 gegen Martin Adams.

### Wechsel zur PDC
Im Jahr 2006 drang er bis ins Halbfinale der PDC-Weltmeisterschaft vor, unterlag jedoch Peter Manley mit 0:6. Sein erstes im Fernsehen übertragene Finale erreichte er im August 2010 bei den European Darts Championship, in welchem Phil Taylor ihn mit 1:11 besiegte (sein Masters-Finale wurde nicht im Fernsehen übertragen). Hierdurch qualifizierte er sich für den Grand Slam of Darts 2010 und 2011, welche beide in Wolverhampton ausgetragen wurden. Beim Turnier von 2010 sorgte er für Aufsehen, als er im Viertelfinale Gary Anderson trotz mehrmaligem Rückstand noch mit 16:15 besiegte. Im Halbfinale unterlag er dann aber James Wade mit 6:16. Beim Grand Slam 2011 unterlag er nach der Gruppenphase Terry Jenkins im Achtelfinale mit 8:10. Wegen seines Halbfinaleinzugs 2010 ist er auch für den Grand Slam of Darts 2012 qualifiziert.
Bei der Weltmeisterschaft der PDC 2012 unterlag er nach Siegen gegen Scott MacKenzie (3:1) und Roland Scholten (4:0) im Achtelfinale dem späteren Weltmeister Adrian Lewis mit 0:4.
Bei den Players Championships 2021 spielte er beim Players Championship 5 gegen Gerwyn Price einen Neun-Darter. Zum Ende des Jahres verlor er dennoch seine Tour Card und startete damit 2022 zum zweiten Mal in seiner Karriere bei der PDC Qualifying School. Dabei erhielt er direkt einen Platz in der Final Stage, konnte sich aber keine Tour Card zurück erspielen. Die anschließende Challenge Tour-Saison schloss Jones auf Platz 54 der Order of Merit ab.
Bei der Q-School 2023 nahm Jones wieder teil, wobei ihm die Qualifikation zur Final Stage über die Rangliste gelang. In dieser erspielte er jedoch nur einen Punkt für die Rangliste. Bei der darauffolgenden PDC Challenge Tour 2023 konnte Jones das Turnier Nummer elf im Finale gegen Daniel Ayres für sich entscheiden. Auch bei der World Seniors Darts Tour erzielte er gute Ergebnisse.
2024 war er erneut bei der Q-School vertreten. Er spielte dabei jedoch nur die ersten zwei Tage und gewann am Tag eins drei Spiele, was jedoch nicht ausreichte für eine Qualifikation für die Final Stage.

## Weltmeisterschaftsresultate

### BDO
- 2001: Achtelfinale (0:3-Niederlage gegen  Andy Fordham)
- 2002: Viertelfinale (1:5-Niederlage gegen  Martin Adams)

### PDC
- 2005: 2. Runde (2:4-Niederlage gegen  Kevin Painter)
- 2006: Halbfinale (0:6-Niederlage gegen  Peter Manley)
- 2007: 2. Runde (3:4-Niederlage gegen  Adrian Lewis)
- 2008: 1. Runde (0:3-Niederlage gegen  Tony Eccles)
- 2009: 1. Runde (1:3-Niederlage gegen  Robert Thornton)
- 2010: 2. Runde (0:4-Niederlage gegen  Simon Whitlock)
- 2011: 2. Runde (2:4-Niederlage gegen  Vincent van der Voort)
- 2012: Achtelfinale (0:4-Niederlage gegen  Adrian Lewis)
- 2013: 1. Runde (0:3-Niederlage gegen  Jerry Hendriks)
- 2014: 1. Runde (2:3-Niederlage gegen  Kevin McDine)
- 2015: 1. Runde (2:3-Niederlage gegen  Dean Winstanley)
- 2019: 1. Runde (2:3-Niederlage gegen  Devon Petersen)
- 2021: 2. Runde (3:0-Niederlage gegen  Joe Cullen)

## Titel

### PDC
- Secondary Tour Events
  - PDC Challenge Tour
    - PDC Challenge Tour 2017: 6, 8, 19
    - PDC Challenge Tour 2023: 11

### Andere
- 2008: Border Classic
- 2009: Midlands Open
- 2010: Midlands Open

## Privates
Jones ist Fan der Wolverhampton Wanderers, was ihm auch seinen Spitznamen The Wanderer einbrachte. Er ist Witwer und hat drei Kinder (Emma, Katie und Joanne).